# Yvonne Filiâtre
Pour les articles homonymes, voir Filiâtre.
Yvonne Filiâtre, écrit aussi Filiatre, née le 9 août 1909 à Aubervilliers et morte le 1er décembre 1999 à Maisons-Alfort, est une militante socialiste trotskiste et résistante française.

## Biographie
Yvonne Filiâtre est la fille de Charles Rouchy, un ébéniste parisien tué en novembre 1914 sur le front de l'Argonne, et d'Alphonsine Roger, femme au foyer, qui perdit pied après la mort de son mari et fut internée en maison de santé en 1916. Cette année-là, Yvonne Filiâtre, sa sœur et son frère sont pris en charge par l'orphelinat de guerre de Marseille. Séparée d'eux, elle est placée chez des paysans en Haute-Marne qui la battent mais elle finit par s'enfuir et retourne à Paris. Là, elle obtient son certificat d'études primaires en 1920 et entre à l'usine.
Placée alors chez des religieuses sécularisées, elle apprend la couture ainsi que la dactylographie. Émancipée à dix-huit ans, elle trouve un emploi comme secrétaire dans une entreprise où elle rencontre son futur époux, Roland Filiâtre. Le couple se marie le 12 mars 1931.
En 1934, elle adhère à la Section française de l'Internationale ouvrière de Conflans-Sainte-Honorine et rejoint le groupe bolchevik-léniniste fondé par les trotskistes. Elle est alors chargée par sa section de créer un groupe de femmes socialistes en juin 1936 mais est finalement exclue des Jeunesses socialistes en avril 1937. Peu après, elle adhère à la Jeunesse socialiste révolutionnaire fondée par Fred Zeller en tant que membre du comité central du parti. Elle adhère également au Parti ouvrier internationaliste et est la trésorière du Secours international solidarité-liberté.
En juillet 1937, elle loue un appartement en son nom rue de Strasbourg à Maisons-Alfort pour y héberger le militant trotskiste allemand et ancien secrétaire de Léon Trotski, Rudolf Klement.
Au déclenchement de la Seconde Guerre mondiale, elle participe à la reconstruction de l'organisation trotskiste clandestine et adhère à l'organisation Vélite Termopyles. Elle est finalement arrêtée en même temps que son époux le 6 octobre 1943 et déportée d'abord à Ravensbrück puis à Hanovre et enfin, à Bergen-Belsen,.
Libérée de Bergen-Belsen en juin 1945, elle rentre en France atteinte du typhus. Après sa convalescence, elle recommence ses activités au sein du Parti communiste internationaliste (PCI) qu'elle représente aux législatives de 1946 dans l'Isère. En 1948, elle quitte le PCI et aide à la fondation du Parti socialiste unifié et de sa section à Maisons-Alfort.
Durant les trente années suivantes, elle reste active sur la scène politique. Elle meurt le 1er décembre 1999 à l'âge de 90 ans et est incinérée au Crématorium-columbarium du Père-Lachaise.